# Ресентимент

Немецкий философ Макс Шелер развил идеи Ницше о ресентименте в книге «Ресентимент в структуре морали»

Ресентиме́нт (фр. ressentiment /rəsɑ̃timɑ̃/ «негодование, злопамятность, озлобление») — в философии, чувство враждебности к тому, кого субъект считает причиной своих неудач («врагом»), бессильная зависть, «тягостное сознание тщетности попыток повысить свой статус в жизни или в обществе». Чувство слабости или неполноценности, а также зависти по отношению к «врагу» приводит к формированию системы ценностей, которая отрицает систему ценностей «врага». Субъект создаёт образ «врага», чтобы избавиться от чувства вины за собственные неудачи.

## Происхождение понятия
Понятие ресентимента впервые было введено немецким философом Фридрихом Ницше в его работе «К генеалогии морали». По мысли этого философа, ресентимент является определяющей характеристикой морали рабов, которая противостоит морали господ. Ресентимент, по Ницше, деятельно проявляет себя в «восстании рабов»: «Восстание рабов в морали начинается с того, что ressentiment сам становится творческим и порождает ценности…», — этими словами, собственно, и вводится понятие ресентимента.
Датский философ Серен Кьеркегор называл французским ressentiment злобу посредственностей на тех, кто отваживается выделяться из толпы (прежде всего, конечно, на самого Кьеркегора).
Ресентимент является более сложным понятием, чем зависть или неприязнь. Феномен ресентимента заключается в сублимации чувства неполноценности в особую систему морали.

## В политике
Теорию ресентимента как политической эмоции разработал Макс Шелер, в работе 1913 года. Он полагал, что социальное неравенство неминуемо порождает раздражение «низших классов» на «высшие». Это чувство естественное, но подавляемое, поскольку считается, что завидовать нехорошо и неприлично. Но этому чувству время от времени можно (и нужно) давать выход — например, при помощи критических статей в прессе или дискуссий в парламенте. В итоге «высшим» иногда приходится идти на уступки: повышать рабочим зарплаты или, скажем, не сверкать перед ними лишний раз бриллиантами. Если у людей «из низов» есть возможность на что-то повлиять (или хотя бы правдоподобная иллюзия, что такая возможность существует) — они верят в систему. В том числе и в провозглашаемые ценности свободы, справедливости и тому подобного.
Ресентимент — очень опасное и деструктивное чувство. Оно нередко выражается в яростном желании что-нибудь разрушить или кого-нибудь убить. Разрушительная энергия ресентимента может быть направлена как на субъекта, так и вовне. Историк Владимир Булдаков в книге «Красная смута» описывает революцию 1917 года и Гражданскую войну в России именно как массовый прорыв ресентимента (хотя тоже не пользуется этим термином).
Ресентимент в политике имеет сходство с реваншизмом, однако реваншизм — это эмоции гнева, устремлённые в будущее и в своем роде оптимистичные.
Черты ресентимента в политике отмечают в действиях России при Путине Венгрии при Орбане, Турции при Эрдогане и Китая, в США при Трампе.

## В литературе
Среди ярких выразителей ресентимента в русской литературе — герой «Записок из подполья», Раскольников и Смердяков у Достоевского; Шариков из «Собачьего сердца».
Макс Шелер в 1913 году писал о русской литературе:
Ни одна литература так не переполнена ресентиментом, как молодая русская литература. Книги Достоевского, Гоголя, Толстого просто кишат героями, заряженными ресентиментом. Такое положение вещей — следствие многовекового угнетения народа самодержавием и невозможности из-за отсутствия парламента и свободы печати дать выход чувствам, возникающим под давлением авторитета